# Новорічицька сільська рада
Новорі́чицька сільська́ ра́да (у 1940-ві роки — Вулько-Річицька) — колишній орган місцевого самоврядування в Зарічненському районі Рівненської області. Адміністративний центр — село Новорічиця.

## Загальні відомості
- Новорічицька сільська рада утворена в 1947 році.
- Територія ради: 54,785 км²
- Населення ради: 1 112 особи (станом на 2001 рік)
- Територією ради протікає річка Ножик.

## Населені пункти
Сільській раді підпорядковані населені пункти:
- с. Новорічиця
- с. Голубне

## Склад ради
Рада складається з 16 депутатів та голови.
- Голова ради: Андрушко Петро Феодосійович
- Секретар ради: Войтович Валентина Костянтинівна

### Керівний склад попередніх скликань
| Прізвище, ім'я, по батькові | Основні відомості                                                 | Дата обрання | Дата звільнення |
| --------------------------- | ----------------------------------------------------------------- | ------------ | --------------- |
| Андрушко Петро Федосійович  | Сільський голова, 1957 року народження, безпартійний              | 26.03.2006   | 31.10.2010      |
| Андрушко Петро Феодосійович | Сільський голова, 1957 року народження, освіта вища, безпартійний | 31.10.2010   |                 |

Примітка: таблиця складена за даними сайту Верховної Ради України